# Пацаны (2-й сезон)
Второй сезон американского супергеройского телесериала «Пацаны», основанном на одноимённой серии комиксов, написанных Гартом Эннисом и Дэриком Робертсоном. Сериал был разработан для телевидения американским сценаристом и телепродюсером Эриком Крипке и спродюсирован Sony Pictures Television совместно с Point Grey Pictures, Original Film, Kripke Enterprises, Kickstart Entertainment и KFL Nightsky Productions.
Во втором сезоне сериала снимались Карл Урбан, Джек Куэйд, Энтони Старр, Эрин Мориарти, Доминик Макэллиготт, Джесси Т. Ашер, Лаз Алонсо, Чейс Кроуфорд, Томер Капон, Карен Фукухара, Натан Митчелл, Колби Минифи и Ая Кэш. История продолжает конфликт между двумя группами с одноимёнными Пацанами, которые теперь с помощью Старлайт продолжают свои усилия по победе над «Vought», несмотря на то, что их разыскивает правительство. Конфликт усугубляется, когда Бутчер узнаёт, что Бекка всё ещё жива и находится в плену у «Vought» вместе со сверхсильным сыном, отцом которого является Хоумлендер. В то время как Бутчер пытается спасти свою жену, новая супергероиня Штормфронт с тайным прошлым присоединяется к «Семёрке» и тонко продвигает своё послание по всему миру, надеясь убедить невольного Хоумлендера привести Суперов к мировому господству.
В отличие от предыдущего сезона, сезон выпускал свои эпизоды на стриминговом сервисе Amazon Prime Video еженедельно, причём премьера первых трёх эпизодов состоялась 4 сентября 2020 года, а остальные выпускались до 9 октября 2020 года. Сезон привлёк рекордную зрительскую аудиторию на Amazon Prime и получил признание критиков, высоко оценивших юмор, темы, сценарий, сюжетные линии и выступления, особенно Урбана, Старра и Кэш. Он также стал высоко оценённым супергеройским шоу года. 23 июля 2020 года сериал был продлён на третий сезон и несколько спин-оффов, образовав франшизу.

## Эпизоды
| № общий | № в сезоне | Название                                                                            | Режиссёр       | Автор сценария     | Дата премьеры    |
| --- | ---------- | ----------------------------------------------------------------------------------- | -------------- | ------------------ | ---------------- |
| 9 | 1          | «Большая поездка» «The Big Ride»                                                    | Филип Сгриккиа | Эрик Крипке        | 4 сентября 2020  |
| «Пацаны» находятся в списке самых разыскиваемых преступников, а Бутчера обвиняют в убийстве Стилвелл. В тайном укрытии Хьюи, ММ, Французик и Кимико узнают, что на свободе разгуливает супертеррорист с телекинетическими способностями. Они сообщают об этом Рейнор, но неизвестный убийца сразу после этого взрывает ей голову. Вопреки желанию Хьюи Французик связывается с Бутчером, который вновь возглавляет команду перед лицом новых угроз. Старлайт с подачи Хьюи заставляет своего старого знакомого, сотрудника Vought Геккона, украсть из офиса образец препарата V. Авторитет Хоумлендера ставится под сомнение, когда генеральный директор Vought Стэн Эдгар без его ведома включает в состав «Семёрки» супергероиню Штормовой Фронт на место Прозрачного. Хоумлендер безуспешно пытается угрожать Эдгару, после чего приходит в дом Бекки, чтобы повидаться с Райаном. Подводный присоединяется к Церкви Коллектива в попытке вернуться в «Семёрку». |            |                                                                                     |                |                    |                  |
| 10 | 2          | «Правильная подготовка и планирование» «Proper Preparation and Planning»            | Лиз Фридлендер | Ребекка Сонненшайн | 4 сентября 2020  |
| Бутчер заключает сделку с Мэллори, пообещав поймать супертеррориста в обмен на то, что Мэллори раскроет местонахождение Бекки. Супертеррорист оказывается младшим братом Кимико, Кендзи, которого Пацанам удаётся усмирить. Поезд-А угрожает разоблачить связь Старлайт с Пацанами, но Старлайт заставляет его молчать, зная, что он убил Хлопкогтя. Хоумлендер решает заняться воспитанием Райана и рассказывает ему о своих способностях. Подводный находится под действием наркотиков, которыми его накачала Церковь Коллектива, и во время галлюцинаций жабры убеждают его гордиться собой. Мэйв опасается, что Хоумлендер убьёт её бывшую девушку Елену, если узнаёт об их отношениях. |            |                                                                                     |                |                    |                  |
| 11 | 3          | «За холмом тысячи людей с мечами» «Over the Hill with the Swords of a Thousand Men» | Стив Бойум     | Крэйг Розенберг    | 4 сентября 2020  |
| Хоумлендер вынуждает Райана использовать свои способности, и это приводит к тому, что Райан нападает на Хоумлендера, чтобы защитить Бекку. Используя образец препарата V, полученный от Геккона, Старлайт сливает в СМИ информацию о том, что супергероями не рождаются, а становятся с помощью химической сыворотки. Французик узнаёт от Кендзи, что он с Кимико ещё в детстве изобрели свой собственный язык жестов. После того, как Кендзи попадает в поле зрения полиции, Эдгар посылает «Семёрку» на его поиски. «Пацаны» пытаются доставить Кендзи в конспиративную квартиру ЦРУ, но у них на пути встаёт Подводный, которого Кэрол отправила по заданию Алистера Аданы. «Семёрка» охотится за сбежавшим Кендзи. Не подчиняясь приказу Хоумлендера, Штормовой Фронт убивает Кендзи, а в процессе погони за ним уничтожает несколько десятков гражданских лиц; власти в организации данного теракта обвиняют Кендзи. Эдгар использует произошедшее как аргумент в пользу того, что супергерои необходимы для предотвращения подобных инцидентов, а препарат V называет продуктом работы нелояльных учёных во главе со Стилвелл. Действия Штормового Фронта вызывают гнев у Кимико и Хоумлендера.  |            |                                                                                     |                |                    |                  |
| 12 | 4          | «Ничего подобного в мире нет» «Nothing Like It in the World»                        | Фред Туа       | Майкл Солтцмэн     | 11 сентября 2020 |
| Мэллори предоставляет Бутчеру информацию о супергероине, известной как Либерти, и местонахождении Бекки. Бутчер встречается с Беккой, но та отказывается уезжать с ним из-за опасений, что он пожелает избавиться от Райана. Чёрный Нуар обнаруживает Бутчера на записи с камеры видеонаблюдения. Из-за угроз Хоумлендера Старлайт присоединяется к Хьюи и ММ, отправившихся на поиски Либерти. Они узнают, что Либерти — это Штормовой фронт, которая в 1970-х годах совершила убийство чернокожего на почве расовой неприязни. Старлайт расстаётся с Хьюи, поскольку ей не нравится, что они привыкли находиться в постоянной опасности. Хоумлендер, раздражённый растущей популярностью Штормового Фронта, увольняет из «Семёрки» Поезд-А и в прямом эфире телевидения заявляет, что Мэйв является лесбиянкой. Тем временем Церковь Коллектива заставляет Подводного заключить брак по договорённости. За день до выхода этого эпизода была выпущена короткометражка «Бутчер», в которой показывается, что после обвинения в убийстве Стилвелл Бутчер находится в бегах и обращается за помощью к своему старому другу Джоку. После того, как Джок вызывает полицию, Бутчер избивает его до смерти. |            |                                                                                     |                |                    |                  |
| 13 | 5          | «Нам пора идти» «We Gotta Go Now»                                                   | Батан Сильва   | Элли Монахэн       | 18 сентября 2020 |
| Общественность начинает протестовать против Хоумлендера после того, как в сети появляется видео, на котором он убивает невинного человека. Штормовой Фронт помогает Хоумлендеру вернуть популярность, и они вступают в сексуальные отношения. После неудачной попытки спасти Бекку Бутчер укрывается в доме своей тёти Джуди, где его находят Хьюи и ММ. На них троих нападает Чёрный Нуар, но Бутчер заставляет Эдгара отозвать его, угрожая раскрыть информацию о Райане. Энни узнаёт, что Штормовой Фронт переписывается с Эдгаром по поводу психиатрической больницы "Сейдж Гроув". Штормовой Фронт заявляет, что знает о том, что Энни слила прессе информацию о препарате V, в свою очередь Энни рассказывает, что в курсе прошлого Штормового фронта в обличье Либерти. Мэйв сообщает Елене, что планирует уничтожить Хоумлендера, и берёт себе в помощники Подводного. |            |                                                                                     |                |                    |                  |
| 14 | 6          | «Прочь чёртовы двери» «The Bloody Doors Off»                                        | Сара Бойд      | Анслем Ричардсон   | 25 сентября 2020 |
| ММ, Французик и Кимико проникают в больницу «Сэйдж Гроув» и видят в палатах пациентов, которым дают препарат V. В одном из санитаров Французик опознаёт бывшего члена «Семёрки» Фонарщика. Во время начавшейся схватки пациенты вырываются наружу. Вынужденные действовать вместе, чтобы выжить, Пацаны узнают от Фонарщика, что Vought пытается стабилизировать препарат V у взрослых подопытных. По просьбе Французика Мэллори оставляет Фонарщика в живых, так как он раскаивается в том, что сжёг её внуков. Штормовой Фронт рассказывает Хоумлендеру, что ей был сделан первый успешный укол препарата V и что она является вдовой основателя Vought Фредерика Воута. Она хочет, чтоб Хоумлендер вместе с другими супергероями захватил мировое господство. Мэйв намерена использовать видео, на котором Хоумлендер покидает самолёт, в качестве средства воздействия на него. Нестабильная пациентка Синди сбегает из «Сэйдж Гроув». Поезд-А заманивают в Церковь Коллектива. |            |                                                                                     |                |                    |                  |
| 15 | 7          | «Мясник, пекарь, свечник» «Butcher, Baker, Candlestick Maker»                       | Стефан Щварц   | Крэйг Розенберг    | 2 октября 2020   |
| Конгрессмен Виктория Ньюман организует слушание против Vought, на котором главным свидетелем обвинения должен выступить Фонарщик. После того, как в Vought узнают о предательстве Энни, Хьюи убеждает Фонарщика присоединиться к нему в попытке спасения, но в результате тот кончает жизнь самоубийством. Энни удаётся сбежать с помощью Мэйв, которая обезоруживает Чёрного Нуара. После потери Фонарщика Бутчер заставляет Фогельбаума дать показания против Vought. Однако в ходе слушаний неизвестный, ранее убивший Рейнор, убивает Фогельбаума, Ударную Волну и других участников заседания. Тем временем Хоумлендер и Штормовой Фронт манипулируют Райаном, чтобы забрать его у Бекки. Церковь Коллектива начинает вызывать подозрения у Поезда-А. Мэйв и Елена расстаются из-за того, что первая не смогла спасти авиалайнер. |            |                                                                                     |                |                    |                  |
| 16 | 8          | «Что я знаю» «What I Know»                                                          | Алекс Грейвз   | Ребекка Сонненшайн | 9 октября 2020   |
| Узнав от Бекки о похищении Райана, Бутчер заключает сделку с Эдгаром, обещая забрать Райана из хижины Хоумлендера и передать Vought. Однако Бутчер нарушает условия сделки и пытается спасти Бекку и Райана от Штормового Фронта. Когда Штормовой Фронт нападает на его мать, Райан калечит её лазерными лучами из глаз и случайно убивает Бекку. Бутчер прощает Райана после того, как мальчик переходит на его сторону, а Мэйв угрожает выложить в интернет видео с разбившегося самолёта, чтобы заставить Хоумлендера отпустить их. После утечки информации о нацистском прошлом Штормового Фронта Эдгар приостанавливает планы по продаже препарата V, с «Пацанов» снимают все обвинения, а Энни возвращается в «Семёрку». Поезд-А также снова присоединяется «Семёрке», а Подводный покидает Церковь Коллектива. Адана заключает сделку с Ньюман на слив нового компромата на суперов, и у него взрывается голова. Хьюи устраивается на работу к Ньюман, не зная, что она и есть тот самый супер, что взрывал головы на протяжении всего сезона. |            |                                                                                     |                |                    |                  |

## Актёры и персонажи
| - Карл Урбан — Уильям «Билли» Бутчер - Джек Куэйд — Хью «Хьюи» Кэмпбелл-мл. - Энтони Старр — Джон / Хоумлендер - Эрин Мориарти — Энни Дженьюари / Старлайт - Доминик Макэллиготт — Мэгги Шоу / Королева Мэйв - Джесси Т. Ашер — Реджи Франклин / Экспресс - Лаз Алонсо — Марвин Т. «Молоко Матери» Милк / ММ - Чейс Кроуфорд — Кевин Московиц / Подводный - Томер Капон — Серж / Французик - Карен Фукухара — Кимико Миясиро / Самка - Натан Митчелл — Ирвинг / Чёрный Нуар - Колби Минифи — Эшли Барретт - Ая Кэш — Клара Райзингер / Либерти / Штормфронт | - Шантель ВанСантен — Бекка Бутчер - Джанкарло Эспозито — Стэн Эдгар - Лэнгстон Керман — Лучник-Орёл - Джессика Хехт — Кэрол Маннхейм - Абрахам Лим — Кендзи Миясиро - Джордана Лажуа — Шери Синклер - Никола Коррейя-Дамуд — Елена - Кэмерон Кроветти — Райан Бутчер - Лайла Робинс — Грейс Мэллори - Энн Кьюсак — Донна Дженьюари - Клаудия Думит — Виктория «Вик» Ньюман - Кэти Брайер — Кассандра Шварц - Шон Эшмор — Фонарщик - Горан Вишнич — Аластер Адана | - Элизабет Шу — Мэдлин Стилуэлл - Дженнифер Эспозито — Сьюзан Рейнор - Дэвид Томпсон — Геккон - Крис Марк — Слепое Пятно - Малкольм Барретт — Сет Рид - Адриан Холмс — голос доктора Парка - П. Дж. Бирн — Адам Бурк - Донн Льюис — Валери Хантер - Ховард Кэмпбелл — Майрон Хантер - Барбара Гордон — Джуди Аткинсон - Эндрю Джексон — Колбаса Любви - Джейсон Грей-Стэнфорд — Деннис - Эсс Хёдлмозер — Синди - Майкл Эйрес — Джей - Джон Ноубл — Сэм Бутчер - Лесли Никол — Конни Бутчер - Джон Доман — Джона Фогельбаум - Мишка Тебо — Ударная Волна - Дэн Дарин-Занко — Доппельгангер - Самер Салем — Накиб - Джим Бивер — Роберт «Боб» Сингер - Налини Ингрита — Джанин |

## Производство

### Разработка
19 июля 2019 года, всего за неделю до выхода первого сезона на San Diego Comic-Con@Home, было объявлено, что Amazon Prime Video продлил сериал на второй сезон. Крипке вместе с другими сценаристами уже начал работать над сценариями, всего за два дня до подтверждения продления. Крипке признался, что испытывал стресс во время написания второго сезона, чувствуя, что ему пришлось много ходить на цыпочках в ожидании второго сезона хита. Сценарии были завершены в ноябре 2019 года. Новозеландский актёр Карл Урбан подтвердил постом в своём аккаунте в Instagram, что производство завершено, и сообщил, что премьера второго сезона состоится в середине 2020 года.
В интервью Крипке рассказал, что во втором сезоне одноимённая команда шоу будет разыскиваемыми преступниками, на которых ведётся охота, и что Хоумлендер теперь будет свободен от контроля Стилвелл. Он дразнил тем, что в этом сезоне, как ожидалось, будут представлены такие темы, как белый национализм, превосходство белых, системный расизм, ксенофобия, и то, как люди, пытающиеся донести эти ненавистные идеологии, будут использовать новые формы коммуникации, такие как социальные сети, для передачи этих идей: «Я признаю, что я очень зол на то, как обстоят дела, и одно преимущество, которое я не считаю само собой разумеющимся, заключается в том, что у меня есть шоу, в которое я могу вложить часть своих чувств. Я бы сказал, что в этом сезоне может быть даже немного больше актуальных тем, потому что сценаристы тоже немного злее». Сценарии были написаны в период предвыборного сезона 2018 года, когда президент поделился своими страхами по поводу того, что иммигранты ставят под угрозу американскую жизнь, и это главная тема, которая будет рассмотрена в шоу. В сезоне представлена Штормфронт, персонаж, которого Крипке уже планировал представить во втором сезоне, хотя и до того, как сериал был продлён, но Крипке сообщил, что пол персонажа будет изменён для шоу. Он объяснил, что у персонажа «очень ненавистная идеология, но они действительно были заинтересованы в её модернизации и в том, как она часто выражается сегодня». Было подтверждено, что этот сезон будет состоять из восьми эпизодов, как и предыдущий сезон.

### Сценарий
Крипке дразнил, что концовка-клиффхэнгер первого сезона подготовит к чему-то большему в сезоне: «Как только вы попадаете в этот кульминационный момент 1-го сезона, вы знаете, что это будет большая часть 2-го сезона, вы знаете, что смерть Стилвелл будет большой частью 2-го сезона, а супергерои будут в армии.» В отличие от комиксов, где Бекку убивают при родах, в сериале она в конце концов выживает и находится в плену у Vought вместе со своим сыном. Он рассказал, что Бекка не была убита из-за нежелания использовать распространённую традицию убийства женских персонажей для мотивации героев, и это также было использовано как возможность удивить читателей комиксов, изменив историю Бекки. Ещё одним важным изменением является ребёнок Бекки, который в комиксах был убит Билли, когда младенец атаковал его своими лазерными глазами. Крипке рассказал, что он изменил это по следующей причине: «У вас есть этот ребёнок, который наполовину человек, наполовину монстр; наполовину человек, которого Бутчер любит больше всего на свете, и наполовину человек, которого Бутчер ненавидит больше всего на свете. Это слишком идеальный персонаж, чтобы не оставить его в живых». В сериале ребёнка зовут Райан, и он растёт вместе со своей матерью в плену у Vought, у которого есть потенциал развить те же способности, что и у Хоумлендера.
Главной темой, которая изображается в шоу, является превосходство белых и то, как оно влияет на жизнь нескольких людей, и Крипке обсуждает, как сильный персонаж является приоритетом номер один для «Пацанов», хотя команда пытается включить комментарии, относящиеся к реальному миру: «Во 2-м сезоне мы исследуем белый национализм. Во 2-м сезоне мы исследуем системный расизм. И все эти вещи действительно чертовски отстойные». В интервью Крипке объясняет изображение ксенофобии и превосходства белых в сериале и то, как крупные корпорации частично ответственны за это: «[Между 1-м и 2-м сезонами] мы всё глубже и глубже погружались в администрацию, и я думаю, что мы, как сценаристы, становились всё злее и злее. Я думаю, что были такие вещи, как запрет на поездки, который произошёл, когда мы начинали снимать 2 сезон, и много страха перед караванами, пересекающими границу, чтобы уничтожить вас, и то, что детей садят в клетки. Это заставило нас по-настоящему захотеть поговорить о том, как белый национализм использует ксенофобию для продвижения своих собственных интересов. Корпорации просто позволяют этому случиться.» Ещё одна тема, которую изображает шоу, — это феминизм, поскольку Штормфронт изображается как феминистка, которая заступается за разглагольствующих женщин из «Семёрки», хотя она также изображается как супергерой-расист и ксенофоб. Считается, что шоу изображает феминизм и преуспевает там, где КВМ терпит неудачу, поскольку оно иллюстрирует важность женщин для жанра супергероев, поскольку женские персонажи становятся сильнее по ходу шоу.
В этом сезоне также появляется Штормфронт, новый член «Семёрки». Однако, в отличие от комиксов, где персонаж — мужчина, было показано, что в сериале он будет изображён как женщина с намерением создать «худший кошмар Хоумлендера, который был бы сильной женщиной, которая не боялась его и продолжала красть его внимание». Для представления персонажа Крипке решил изначально представить персонажа как спокойного и симпатичного персонажа с намерением скрыть её истинное лицо до третьего эпизода, с намерением отразить то, что люди не всегда такие, какими они кажутся в социальных сетях или на публике. Он рассказал, что причина, по которой было решено ввести персонажа в сезон, заключалась в том, чтобы объяснить национализм и ксенофобию, чтобы отразить то, как эти понятия влияют на многих людей в реальной жизни. Персонаж был описан как очень злой расистский персонаж, использующий расовые оскорбления, который готов убивать цветных людей, если это сойдёт ему с рук, включая невинных людей.

### Подбор актёров
Карл Урбан, Эрин Мориарти, Джек Куэйд, Энтони Старр, Доминик Макэллигот, Джесси Т. Ашер, Лаз Алонсо, Чейс Кроуфорд, Томер Капон, Карен Фукухара и Натан Митчелл вновь исполнили свои соответствующие роли Билли Бутчера, Старлайта, Хьюи Кэмпбелла, Хоумлендера, Королевы Мейв, Экспресса, Молока Матери, Подводного, Французика, Самки и Чёрного Нуара из первого сезона. В июле 2019 года Ая Кэш заключила сделку с Amazon, чтобы присоединиться к шоу в роли Штормфронт, хотя только в марте 2020 года было подтверждено, что Кэш будет частью второго сезона, когда был раскрыт первый облик её персонажа. Шантель ВанСантен также вновь исполняет свою роль Бекки Бутчер в более расширенной роли, чем в предыдущем сезоне. Она рассказала, что во втором сезоне рассказывается о том, как ей удаётся воссоединиться с Билли, но затем она разрывается пополам, когда в конце сезона её убивают, чтобы окончательно завершить её сюжетную линию: «Я доверяю их повествованию, и я знаю, что там так много всего происходит, особенно для Райана, что Бекка всегда будет частью этого, и частью Бетчера, и частью Райана, и они будут продолжать чтить это, как если бы мы чтили людей, которых потеряли».
Элизабет Шу вернулась в качестве приглашённой звезды в четвёртом эпизоде под названием «Ничего подобного в мире нет» в роли доппельгангера Мэделин Стиллвелл. 5 сентября 2019 года Горан Вишнич и Клаудия Думит получили второстепенные роли во втором сезоне. Месяц спустя было объявлено, что Пэттон Освальт будет участвовать в шоу в неопределённой роли. Было подтверждено, что Джанкарло Эспозито вновь исполнит роль Стэна Эдгара, а Крипке сообщил, что в этом сезоне у него будет расширенная роль. Эспозито объяснил, что его персонаж не боится Хоумлендера: «Я не верю, что Стэн Эдгар вообще боится Хоумлендера. И когда я снимал эту сцену, я подумал: „Просто думай о том, чтобы быть очень спокойным и обращаться с ребёнком, но с уважением.“ Но также вы не можете забыть видение того, как Хоумлендер мог бы вывести вас из игры. Так что, в своих мыслях, у меня в крови Препарат V, так что я совсем не волнуюсь». 10 августа 2020 года стало известно, что Шон Эшмор присоединился к актёрскому составу в роли Фонарщика во втором сезоне. В сентябре 2020 года было подтверждено, что Джон Ноубл появится в качестве гостя в седьмом эпизоде сезона в роли отца Билли, Сэма Бутчера.

### Съёмки
Как и в предыдущем сезоне, было подтверждено, что, несмотря на то, что шоу проходит в Нью-Йорке, съёмки второго сезона будут проходить в Торонто, Канада. Съёмки второго сезона официально начались 17 июля 2019 года, и его релиз был запланирован на 2020 год. 1 ноября 2019 года Крипке подтвердил, что производство шоу официально завершено, после чего был выпущен короткометражный фильм через Твиттер о том, как Хоумлендер убил свою приёмную мать, когда он был ребёнком. Во время съёмок было раскрыто, что запланированная сцена с участием супергероя-изгоя, нападающего на собравшуюся толпу, должна была быть снята на Мел-Ластман-Сквер. Однако городской совет Торонто вынудил их найти другое место из-за того, что запланированное место съёмок находится недалеко от места, где 23 апреля 2018 года произошёл теракт с фургоном в Торонто, чтобы не задеть чувства граждан Торонто.
Съёмочная группа снимала в Рой-Томсон-Холле, а затем он было отредактирован с помощью CGI, чтобы передать внешний вид башни корпорации Vought. Интерьер также использовался для съёмок комнат вымышленной башни. Для траурной церемонии Прозрачного съёмочная группа снимала в Центре искусств Торонто, который расположен в районе Норт-Йорк в Торонто, Онтарио, хотя внешняя часть центра была снята в гражданском центре Норт-Йорка. Съёмочная группа снимала в аквапарке Wet 'n' Wild Toronto сцену ареста Глубокого с небольшими CGI-изменениями, чтобы воссоздать вымышленный парк сериала the Splash Zone Sandusky. Для сцен Церкви Коллектива, съёмки проходили в клубе Шотландского обряда в Гамильтоне, Онтарио. Чтобы создать психиатрическую больницу Сейдж-Гроув, съёмочная группа снимала в Юго-Западном центре судебной психиатрической помощи, который расположен в Сент-Томасе, Онтарио. Сцены подвала магазина, где Пацаны прятались от властей, на самом деле является магазином, найденным на Уэстон-роуд, недалеко от Лоуренса. Комната наверху бара Sneaky Dee’s использовалась для сцены, где Билли Бутчер в настроении саморазрушения затевает драку после того, как Бекка отказалась уйти с ним.

### Визуальные эффекты
Визуальные эффекты для «Пацанов» были созданы ILM, Rising Sun Pictures, Rocket Science VFX, Rodeo FX, Ollin VFX, Soho VFX, Rhythm & Hues, Method Studios и Studio 8. Стефан Флит вернулся в качестве супервайзера визуальных эффектов. Сцена, в которой Пацанов преследуют на скоростном катере, показала, что декорации для сцены были построены, в то время как кит был полностью сделан из компьютерной графики. Флит рассказал, что во время съёмок сцены они использовали только один синий экран: «Это с Подводным, когда кит выныривает из воды, и вы видите там его тело. Мы знали, что это не может быть цифровой двойник, если он подойдёт слишком близко к камере.» Был создан настоящий катер, построенный на специальной горке, чтобы добиться сцены, в которой катер входит в кита. Более 150 галлонов практической крови было использовано, чтобы забрызгать актёров, а визуальные эффекты были неотъемлемой частью для добавления брызг воды и придания как внутренней, так и внешней части Люси в целом более влажного и, следовательно, более живого вида.
Для психиатрической больницы Сейдж-Гроув множество заключённых в камерах снимали взад и вперёд между двумя камерами в течение примерно 12 часов с помощью камеры GoPro, чтобы продолжить визуальные эффекты, чтобы изменить сделанные снимки, чтобы передать страх и боль заключённых. Чтобы создать фальшивую рвоту Кислотного человека, команда изготовила её из веганского желе, поэтому им пришлось поднести трубку ко рту актёра, а затем нанести фальшивую рвоту на фальшивый сэндвич. Команда приступила к добавлению усиленного с помощью CGI смертельного кислотного эффекта, как только они это сделали. Для сцены с Выжимающим команда создала специальный эффект под названием «кровавый леденец», разбрызгивая поддельную кровь на 360 градусов, которую они фотографируют. Они продолжили сканировать каскадёра и добавили эффект, чтобы обеспечить реалистичный эффект. Другой назывался «Колбаса Любви», который был использован для сцены, где 15-футовый пенис, похожий на щупальцу, который почти душит Молоко Матери, они должны засунуть ему в штаны трубку с помощью компьютерной графики, чтобы превратить её в настоящий пенис: «Он неодушевлённый, и нам нужно было создать эту вещь, которая была бы агрессивной. Нам нужны были детали мужской анатомии, и это было грубо, чудовищно. Кожа — одна из самых идеальных ситуаций в стиле зловещей долины, и нам нужно было много встряхиваний камерой, чтобы помочь продать шутку. Это определённо было сложнее всего сделать. Это монстр из гигантского члена, но, снимая его, вы должны относиться к нему как к настоящему монстру. Насколько я знаю, это то, чего никогда не было сделано в визуальных эффектах».

### Музыка
Кристофер Леннерц вернулся к составлению партитуры второго сезона, после того как составил партитуру предыдущего сезона. Саундтрек был выпущен 9 октября 2020 года, одновременно с выходом восьмого и последнего эпизода сезона. В саундтрек также вошли две оригинальные песни для шоу. Песня «Never Truly Vanish» была исполнена Эрин Мориарти в премьерном эпизоде сезона на похоронах Джессики, клип на который был выпущен 3 июня 2021 года. Джесси Т. Ашер также исполнил оригинальную песню «Faster», которая была совместной работой с Эйми Проул, а музыкальное видео было выпущено 1 сентября 2021 года.
Вся музыка написана Кристофером Леннерцем (если не указано иначе).
| №   | Название                           | Музыка         | Длительность |
| --- | ---------------------------------- | -------------- | ------------ |
| 1.  | «Never Truly Vanish»               | Эрин Мориарти  | 3:34         |
| 2.  | «Her Brother»                      |                | 0:51         |
| 3.  | «Break Every Bone»                 |                | 2:19         |
| 4.  | «Faster» (при участии Эйми Проул)  | Джесси Т. Ашер | 2:34         |
| 5.  | «Standoff»                         |                | 1:23         |
| 6.  | «Father and Son»                   |                | 0:51         |
| 7.  | «Meeting Blindspot»                |                | 0:39         |
| 8.  | «A Billion Dollar Liability»       |                | 2:22         |
| 9.  | «Fake News»                        |                | 2:09         |
| 10. | «Homelander in Hallway»            |                | 0:34         |
| 11. | «Rebecca's Drive»                  |                | 1:11         |
| 12. | «Pitch»                            |                | 1:05         |
| 13. | «Halloween Store»                  |                | 1:39         |
| 14. | «Brother and Sister»               |                | 2:56         |
| 15. | «Don't Lie to Me»                  |                | 1:44         |
| 16. | «Sharks!»                          |                | 2:06         |
| 17. | «Flame On»                         |                | 1:39         |
| 18. | «Helicopter Attack»                |                | 2:06         |
| 19. | «Red Cross Center»                 |                | 2:28         |
| 20. | «Explosion and Black Noir Faceoff» |                | 3:56         |
| 21. | «Back to the Cabin»                |                | 3:41         |
| 22. | «Black Noir on Roof»               |                | 1:22         |
| 23. | «Real Action»                      |                | 1:33         |
| 24. | «Still on the Roof»                |                | 0:56         |
| 25. | «Elevator»                         |                | 1:08         |
| 26. | «Church of the Collective»         |                | 1:52         |
| 27. | «I Heard the Goldfish»             |                | 1:37         |
| 28. | «Light Up the Room»                |                | 1:33         |
| 29. | «Cindy»                            |                | 2:38         |
| 30. | «He's OD'ing»                      |                | 1:32         |
| 31. | «Let Them Go»                      |                | 1:20         |

## Маркетинг
Тизер-трейлер шоу был выпущен 6 декабря 2019 года на Comic Con Experience в Сан-Паулу, Бразилия. 26 июня 2020 года был выпущен тизер-постер шоу, который напоминает обложку выпуска The Boys #65. Были выпущены те же два клипа для шоу, один из которых представлял собой вступление Штромфронт, а другой показывал первые три минуты сезона. 9 июля 2020 года был выпущен ещё один тизер-трейлер шоу, а два дня спустя был выпущен новый постер с подробным описанием разыскиваемых постеров для членов основной команды шоу.
За день до выхода четвёртого эпизода, 10 сентября 2020 года, был выпущен короткометражный фильм, снятый между первым и вторым сезонами под названием «Мясник», в котором Карл Урбан повторил свою роль Билли Бутчера, а Дэвид С. Ли появился в качестве гостя в роли старого друга Бутчера, Джока. Короткометражный фильм объясняет, как титульный персонаж воссоединился с главными героями после того, как Хоумлендер раскрыл ему, что Бекки жива. 17 сентября 2020 года Death Battle выпустила на YouTube два эпизода с участием персонажей «Пацанов», спонсируемые Amazon Prime Video.

## Релиз
Премьера второго сезона «Пацанов» состоялась на Amazon Prime Video 4 сентября 2020 года. Остальные эпизоды выходили еженедельно до 9 октября, вместо того, чтобы выпустить весь сезон за один день, как в предыдущем сезоне.

## Приём

### Реакция критиков
На Rotten Tomatoes второй сезон получил рейтинг 97 %, основанный на 102 отзывов, со средним рейтингом 8,1/10. Консенсус сайта гласит: «„Пацаны“ выходят с размахом в превосходном втором сезоне, который глубже погружается в своих сложных персонажей и повышает ставки на экшн, не прибегая к каким-либо социально критическим ударам». На Metacritic сезон имеет средневзвешенный балл 80 из 100, основываясь на отзывах 15 критиков, что указывает на «в целом благоприятные отзывы».
Эрик Дегганс из NPR описал второй сезон как «удивительно подрывную, цинично развлекательную работу». Брайан Таллерико из Vulture прокомментировал: «Премьера сезона знакомит с новыми актёрами, не теряя при этом из виду то, что сработало в первый год, и почти всё это служит хорошим предзнаменованием того, как могут развиваться следующие семь эпизодов. Пристегнись». Роксана Хадади из The A.V. Club написала: «Все эти элементы больше всего соответствуют „Пацанам“, как автор Гарт Эннис представлял серию: портрет коррупции совместного капитализма и национализма, вплетённых вместе, чтобы создать болото эксплуатации и злоупотреблений». Бен Трэверс из IndieWire дал сериалу оценку «B» и прокомментировал: «„Пацаны“ всё ещё несовершенный зверь, но он так много делает правильно — я даже не говорил о умелой работе каскадёров или мастерски поставленных боевых сценах, — что вы, скорее всего, попадёте в ловушку его прожорливой сатиры». Лоррейн Али из «Los Angeles Times» написала: «Вытаскивать чёрный юмор из этого едкого котла — это не просто умение, это извращённая суперсила. Даже самые суперскептичные зрители могут согласиться с этим». Соня Сарайя из «Vanity Fair» прокомментировала: «Даже в разгар ошеломляющей жестокости шоу обладает сардоническим чувством юмора, которое придаёт сюжету остроты». Дэн Джолин из «Empire» похвалил сериал за его чёрный юмор и игру Энтони Старра и написал: «Вполне уместно, что Старр остаётся, э-э, звездой шоу, самим воплощением его концепции чёрной дыры-мрачной комедии: с большой властью приходит полное игнорирование любой формы ответственности, подотчётности или морали». Лиз Шеннон Миллер из Collider написала: «Возможно, самое важное, что делает 2-й сезон, — это расширяет рамки шоу за пределы накидок и колготок; его послания не являются тонкими, но, опять же, ни то, ни другое не является надеванием костюма и борьбой с преступностью».
Дэвид Гриффин из IGN назвал второй сезон более глубоким, чем предыдущий: «Второй сезон „Пацанов“ продолжает свою превосходную форму балансирования комедии, чрезмерного насилия и развития персонажей в сплочённую силу удивительности. В то время как есть несколько тусклых сюжетных линий, которые никогда не разрешаются, повсюду разбросано множество значимых моментов». Дэниел Финберг из «The Hollywood Reporter» дал положительный отзыв о сериале: «Телевизионный странный жанр супергеройской команды — это тот, который часто лучше сочетается во вторых сезонах. „Легенды завтрашнего дня“ от DC совершили огромный скачок в качестве. „Академия Амбрелла“ от Netflix оставалась удручающе неравномерной, но всё же ужесточила своё повествование. „Пацаны“, определённо лучшие, чем любое из этих шоу в первом сезоне, не сделали для меня такого скачка. Он по-прежнему весёлый, сообразительный и, в ущерб себе, бойкий. Но он взрывоопаснее, чем когда-либо, и вы можете отнести это в банк». Ник Аллен из RogerEbert.com положительно отозвался о том, как в сериале используются отсылки, которые стали нормой в американской культуре: «Это сезон, который помог мне „проникнуться“ симпатией к „Пацанам“, особенно потому, что гораздо интереснее проводить время с этими персонажами после их напряжённого знакомства. В сериале есть совершенно снисходительный характер, то, как он предлагает такие изображения зла или крайнего насилия, вызванные иконами поп-культуры, как версия „Хранителей“ с энергетическим напитком. И мир Суперов, сталкивающихся с людьми, основанный на коррупции абсолютной власти, может стать захватывающим фоном. Но второй сезон также доказывает, что если сериал будет таким раздутым и лишь эпизодически острым, он никогда не будет таким мощным, как он думает».
Кшитидж Рават из «The Indian Express» считает, что второй сезон был более безумным и масштабным, чем предыдущий, и похвалил финал сезона, назвав его одним из лучших, которые он видел за последние годы: «Если вам нравится всё в первом сезоне „Пацанов“ — включая цинизм, жестокость и ругань, — вы просто не можете ошибиться со вторым сезоном. Он переворачивает всё на несколько ступеней вверх. Из-за большего бюджета здесь больше экшена, больший масштаб и более сложные визуальные эффекты. Это ещё не Кинематографическая вселенная Marvel и, конечно, никогда ею не будет, но она справляется со своей задачей. Социальные комментарии также смелее, и я осмелюсь сказать, что „Пацаны“ в этом отношении такие же смелые, как Хранители». Джек Кляйнман из Inverse похвалил игру Старра и боевые сцены, прокомментировав: «„Пацаны“ — это не столько действие, сколько то, что происходит между ними. Если вы когда-нибудь задавались вопросом, что бы на самом деле сделал Железный человек, выпив слишком много, или на что на самом деле было похоже общение с Ханом Соло в кантине, у „Пацанов“ есть ответы. Это некрасиво, но даже после двух жестоких сезонов мы всё ещё не можем отвести взгляд».
На Amazon 2-й сезон сериала подвергся ревью-бомбингу со стороны зрителей: 49 % из 1400 отзывов, оставленных к 6 сентября 2020 года, получили рейтинг в одну звезду, большинство из которых хвалили доступные эпизоды, но критиковали еженедельный график выпуска Amazon.

### Зрительская аудитория
В октябре 2020 года стало известно, что аудитория шоу увеличилась на 89 % по сравнению с первым сезоном. Рейтинги Nielsen показали, что зрители просмотрели 891 миллионов минут этого сериала, что поставило его на третье место в списке Nielsen после сериалов «Кобра Кай» (2,17 миллиарда минут) и «Люцифер» (1,42 миллиарда минут). Он стал первым шоу, не принадлежащим Netflix, который вошёл в Топ-10 стриминговых сериалов в рейтинге Nielsen.

### Награды
| Год  | Награда                                               | Категория | Номинант(ы) | Результат | Прим.  |
| ---- | ----------------------------------------------------- | --- | --- | --------- | ------ |
| 2021 | Critics' Choice Super Awards                          | Лучший актёр в супергеройском сериале | Энтони Старр | Победа    | [ 85 ] |
| 2021 | Critics' Choice Super Awards                          | Лучший актёр в супергеройском сериале | Карл Урбан | Номинация | [ 85 ] |
| 2021 | Critics' Choice Super Awards                          | Лучшая актриса в супергеройском сериале | Ая Кэш | Победа    | [ 85 ] |
| 2021 | Critics' Choice Super Awards                          | Лучший супергеройский сериал | «Пацаны» | Победа    | [ 85 ] |
| 2021 | Critics' Choice Super Awards                          | Лучший злодей в сериале | Энтони Старр | Победа    | [ 85 ] |
| 2021 | Телевизионная премия Ассоциации голливудских критиков | Лучший актёр в стриминговом сериале (драма) | Карл Урбан | Номинация | [ 86 ] |
| 2021 | Телевизионная премия Ассоциации голливудских критиков | Лучшая актриса в стриминговом сериале (драма)                                                                                                  | Ая Кэш | Номинация | [ 86 ] |
| 2021 | Телевизионная премия Ассоциации голливудских критиков | Лучший стриминговый сериал (драма) | «Пацаны» | Номинация | [ 86 ] |
| 2021 | Телевизионная премия Ассоциации голливудских критиков | Лучший актёр второго плана в стриминговом сериале (драма)                                                                                      | Джанкарло Эспозито | Номинация | [ 86 ] |
| 2021 | Motion Picture Sound Editors                          | Выдающееся достижение в области монтажа звука — Музыкальная партитура и музыкальные номера для эпизодических длинноформатных вещательных медиа | Кристофер Брукс (за «Ничего подобного в мире нет») | Номинация | [ 87 ] |
| 2021 | MTV Movie & TV Awards                                 | Лучший бой | «Старлайт, Королева Мэйв, Кимико против Штормфронт» | Номинация | [ 88 ] |
| 2021 | MTV Movie & TV Awards                                 | Лучший герой | Джек Куэйд | Номинация | [ 88 ] |
| 2021 | MTV Movie & TV Awards                                 | Лучшее шоу | «Пацаны» | Номинация | [ 88 ] |
| 2021 | MTV Movie & TV Awards                                 | Лучший злодей | Ая Кэш | Номинация | [ 88 ] |
| 2021 | Прайм-таймовая творческая премия «Эмми»               | Лучшая оригинальная музыка и слова | «Never Truly Vanish» — Критофер Леннерц и Майкл Солцмен (за «Большую поездку») | Номинация | [ 89 ] |
| 2021 | Прайм-таймовая творческая премия «Эмми»               | Лучшее сведение звука в комедийном или драматическом сериале (1 час)                                                                           | Александра Ферман, Рич Вейнгарт и Томас Хайек (за «Что я знаю») | Номинация | [ 89 ] |
| 2021 | Прайм-таймовая творческая премия «Эмми»               | Лучшие специальные визуальные эффекты в сериале или фильме                                                                                     | Стефан Флит, Шалена Оксли-Батлер, Кэт Грин, Райан Макнамара, Тони Кенни, Стив Монкур, Джулиан Хатченс, Энтони Патерсон и Кит Селлерс | Номинация | [ 89 ] |
| 2021 | Прайм-таймовая премия «Эмми»                          | Лучший драматический сериал | Эрик Крипке, Сет Роген, Эван Голдберг, Джеймс Уивер, Нил Х. Мориц, Павун Шетти, Крэйг Розенберг, Фил Сгричча, Ребекка Сонненшайн, Кен Ф. Левин, Джейсон Неттер, Гарт Эннис, Дэрик Робертсон, Майкл Солцмен, Микаэла Старр, Габриэль Гарсиа и Хартли Горенштейн | Номинация | [ 89 ] |
| 2021 | Прайм-таймовая премия «Эмми»                          | Лучший сценарий драматического сериала | Ребекка Сонненшайн (за «Что я знаю») | Номинация | [ 89 ] |
| 2021 | «Сатурн»                                              | Лучший молодой актёр или актриса в телесериале                                                                                                 | Эрин Мориарти | Номинация | [ 90 ] |
| 2021 | «Сатурн»                                              | Лучший супергеройский телесериал | «Пацаны» | Победа    | [ 90 ] |
| 2021 | Премия Гильдии киноактёров США                        | Лучший каскадёрский ансамбль в телесериалах | «Пацаны» | Номинация | [ 91 ] |
| 2021 | Премия Гильдии сценаристов США                        | Телевидение: драматический сериал | Эрик Крипке, Элли Монахан, Анслем Ричардсон, Крэйг Розенберг, Майкл Солцмен и Ребекка Сонненшайн | Номинация | [ 92 ] |